# Barbara Askins
Barbara S. Askins (Belfast, Tennessee, 1939) é uma química estadunidense. É mais conhecida por sua invenção de um método para aprimorar negativos fotográficos subexpostos. Esse desenvolvimento foi amplamente utilizado pela NASA e pela indústria médica, e assegurou a ela o título de National Inventor of the Year em 1978.

## Formação e início de carreira
Barbara Askins (née Scott) nasceu em Belfast, Tennessee em 1939. Originalmente professora ginasial, voltou a estudar a fim de seguir uma carreira científicaapós ter tido um filho e uma filha. Obteve os graus de Bachelor of Science e Master of Science na University of Alabama in Huntsville.

## Carreira de pesquisadora
Askins é uma químico-física que trabalhou no Centro de Voos Espaciais George C. Marshall da NASA, sendo mais conhecida por sua invenção pioneira de um processo no qual "imagens em emulsões fotográficas desenvolvidas podem ser significativamente intensificadas, tornando a imagem prateado radioativa e expondo uma segunda emulsão a essa radiação". A impressão resultante, conhecida como auto-radiografia, reproduz a imagem com aumentos significativos de densidade e contraste. Seu método inovador aprimorou emulsões subexpostas e aumentou os limites da detecção fotográfica. Em resumo, tornou visível o invisível nas fotos que, de outra forma, seriam inúteis.
Sua invenção também levou a avanços significativos no campo da tecnologia médica. Em particular, o método levou a melhorias no desenvolvimento de imagens de raios X. Imagens médicas com 96% de subexposição tornam-se repentinamente legíveis; isso significava que os médicos podiam diminuir drasticamente a quantidade de radiação de raios X que aplicavam aos pacientes ao executar testes de rotina ou de emergência. Seu processo também foi posteriormente utilizado na restauração de fotografias antigas. Ela patenteou sua invenção em 1978 (U.S. patent No. 4,101,780), e a NASA a empregou extensivamente em seus trabalhos de pesquisa e desenvolvimento.